# EX-214
La carretera EX-214 es de titularidad de la Junta de Extremadura. Su categoría es intercomarcal. Su denominación oficial es   EX-214 , de   A-66  a Alburquerque por La Roca de la Sierra.